# Emanuel Lewenstein
Emanuel Albert Lewenstein (geb. 5. Dezember 1870 in Amsterdam; gest. 10. Juni 1930) war ein niederländischer Unternehmer und Kunstsammler jüdischen Glaubens.

## Leben
Emanuel Albert Lewenstein wurde am 5. Dezember 1870 als Sohn des Deutschen jüdischen Glaubens, Adolph Lewenstein und der Niederländerin jüdischen Glaubens, Lea Joachimsthal geboren. Seine Eltern hatten den Nähmaschinenhandel A. Lewenstein in Amsterdam im Jahr 1868 gegründet (im Holländischen ausgesprochen: Naaimachinehandel v/h A. Lewenstein) und die berühmte Nähmaschine Lewenstein entwickelt.
Die beiden Töchter des Paares, Rosa und Betty Lewenstein, entwickelten die Firma zu einem der führenden Zulieferer für die Textilindustrie in Holland. Rosa (geb. am 4. April 1872 in Amsterdam) wurde am 31. Mai 1944 in Auschwitz ermordet. Sie hatte die Staatsbürgerschaft von El Salvador beantragt und bekam sie auch, es war aber nicht mehr rechtzeitig. Betty (geb. am 25. Januar 1880 in Amsterdam – gest. 1974 in Utrecht) entkam und überlebte den Zweiten Weltkrieg.
Der Kunstsammler Emanuel Albert Lewenstein war ihr älterer Bruder.
Emanuel Albert Lewenstein heiratete am 11. März 1901 in Bonn, Deutschland, Hedwig Weyermann (geb. am 11. Oktober in Bonn, Deutschland – gest. am 20. Mai 1937 in Amsterdam), die Tochter von Gottschalk Weyermann und Mina Oppenheimer.
Sie hatten drei Kinder:
- Helena (Elly) Lewenstein (geb. 6. Mai 1903 in Amsterdam – gest. 22. April 1907 in Amsterdam)
- Robert Gotschalk Lewenstein (geb. 30. Oktober 1905 in Amsterdam – gest. 26. Januar 1974 in Blue Creek, Ohio, US), der Henriëtte Ruth Opprower heiratete.
- Wilhelmina Helena Lewenstein (geb. 12. Dezember 1912 in Amsterdam – gest. 2007 in Portugal), die José Augusto Da Silva heiratete.

## Die Sammlung Lewenstein – bzw. stellvertretend KandinskysDas Bunte Leben
Lewenstein verwendete einen Teil des Familienvermögens, um Gemälde, Zeichnungen und Drucke zu sammeln. In der Sammlung fanden sich Rembrandts, van Goghs, Monets und Kandinskys. Hilfreich bei der Beschaffung war Emanuels Cousin, Paul Citroen, der in Berlin geboren war und an der Weimar Bauhaus Kunstschule studiert hatte.

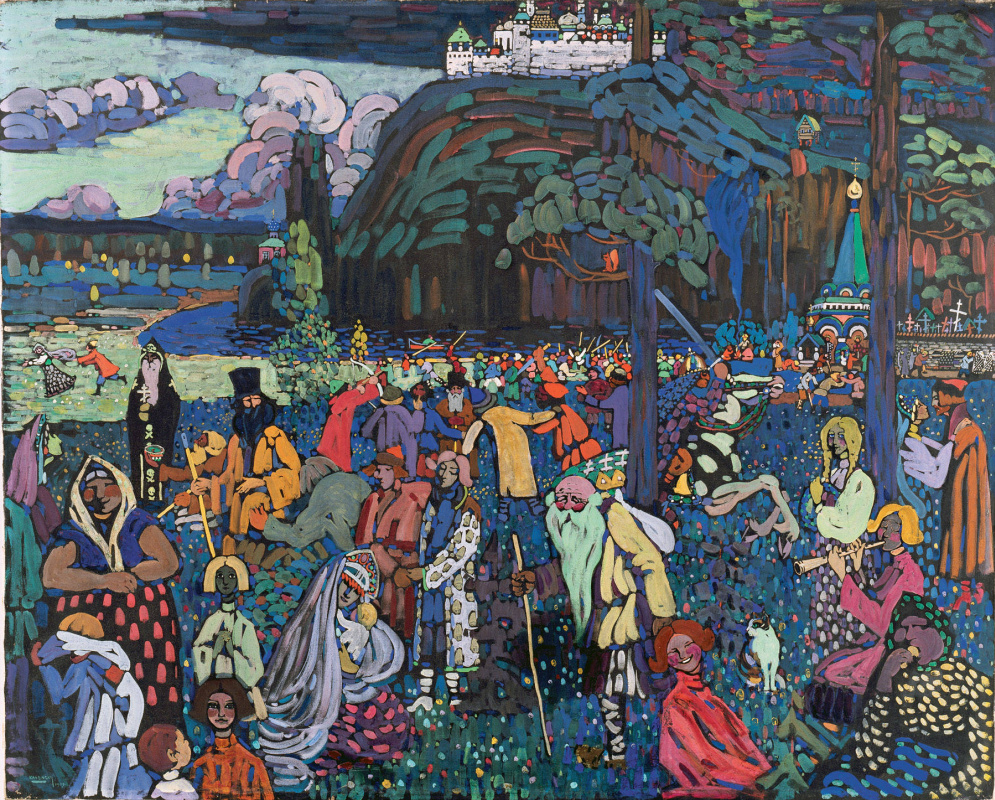
Das Bunte Leben (1907)

Unter vielen anderen kaufte er Wassily Kandinskys Öl-Gemälde Das bunte Leben (The Colourful Life), das im Jahr 1907 entstand. Nach seinem Tod gab seine Witwe Hedwig das Gemälde als Leihgabe in die Obhut des Amsterdamer Stedelijk Museum.
Am 8. und 9. Oktober 1940 wurde die Sammlung unter ungeklärten Umständen im Auktionshaus Frederik Muller zum Verkauf angeboten und das Bunte Leben an den Kunsthändler Salomon Slijper verkauft.
1972 kaufte die Bayerischen Landesbank das Gemälde von den Erben Slijpers.
Am 3. März 2017, reichten drei Erben in New York die Klage auf Restitution gegen die Bayerische Landesbank ein, dem aktuellen Besitzer des Gemäldes, das inzwischen auf einen Wert von 80 Millionen $ geschätzt wird.
Die Klageschrift reklamiert eine unautorisierte Entwendung und einen ebensolchen Verkauf des Gemäldes. „Das Gemälde wurde seinen rechtmäßigen Besitzern im Jahr 1940 unter Verstoß gegen das Völkerrecht während der Zeit der Nazi-Besatzung in den Niederlanden zur Förderung der Nazi-Kampagne zum jüdischen Völkermord entzogen“.
Am 16. Mai 2023 empfahl die Beratende Kommission im Zusammenhang mit der Rückgabe NS-verfolgungsbedingten Kulturgut die Rückgabe des Gemäldes. Im Juli 2023 plädiert der Bayerische Landtag für die Rückgabe des Gemäldes an die Erben – die Bayerische Landesbank folgt nun dieser Empfehlung.
Das Bunte Leben wird bisher in der ständigen Ausstellung der Städtische Galerie im Lenbachhaus, in München, Deutschland, ausgestellt.
Kandinskys Gemälde „Bild mit Häusern“, das ebenfalls im Besitz von Emanuel Lewenstein war, wurde bereits im August 2021 restituiert.